# Silvia Baldi
Silvia Baldi (Pistoia, 9 febbraio 1984) è un'ex calciatrice e giocatrice di calcio a 5 italiana, universale del Pelletterie Calcio a 5.

## Carriera
Ha iniziato la sua carriera nell'Aircargo Agliana a 12 anni, giocando inizialmente nelle sue giovanili fino al suo inserimento in rosa con la squadra titolare, debuttando in serie A a 16 anni.
Ha giocato anche nella Reggiana e nel ACF Milan.
Nell'estate 2012 decide di trasferirsi alla Fiammamonza dove rimane una sola stagione.
È iscritta all'Università di Firenze, corso di laurea in scienze motorie.

## Palmarès
- Coppa Italia: 1

Reggiana: 2009-2010